# Израильско-йеменские отношения
Израиль и Йемен в настоящее время не имеют официальных дипломатических отношений, а существующие неформальные отношения между этими странами очень напряжённые. Люди с израильским паспортом или каким-либо документом с отметкой о посещении Израиля не могут въехать в Йемен, а сам Йемен определяется израильским законодательством как «вражеское государство».

## История
Йемен занимает стратегическое положение у входа в Красное море и контролирует Баб-эль-Мандебский пролив — выход Израиля к Индийскому океану и на Дальний Восток, что увеличивает его значимость в глазах израильских стратегов. В Йемене существовала еврейская община со своей уникальной культурой, отличной от таковой у еврейских общин в других странах. Большинство йеменских евреев эмигрировали в Израиль в середине XX века.
В феврале 1948 года имам Яхья бен Мухаммед Хамид-ад-Дин был убит и его преемник имам Ахмад ибн Яхья пришел к власти. Новый имам призвал всех арабов объединиться против сионистского государства. Он обещал обеспечить Египту помощь в войне против Израиля, но его вклад оказался незначительным. Услышав про поражение арабов и провозглашение независимости Государства Израиль, новый имам опасался, что израильское правительство может потребовать компенсацию за имущество, оставленное евреями, которые иммигрировали в Израиль, и поэтому им разрешили покинуть страну в рамках крупной эмиграционной кампании известной как «Операция «Орлиные крылья»», в рамках которой около 50 000 евреев безопасно покинули Йемен.
Когда страна оказалась разделена после ухода англичан в 1967 году, Северный и Южный Йемен стали придерживаться такой политики, которая соответствовала их сверхдержавной ориентации. Таким образом, марксистский Южный Йемен начал относиться к арабо-израильскому конфликту также, как и Советский Союз, изображая Израиль как инструмент, которым манипулирует американский капитализм, в то время как северная Йеменская Арабская Республика придерживалась позиции умеренных арабских стран, чье прохладное отношение к Израилю было умереннее, чем у его южного соседа. Этот прагматичный подход стал более выраженным после объединения двух стран 22 мая 1990 года. Отношение Йемена во время войны в заливе было явно побочным продуктом прагматичной мысли. Несмотря на то, что новообъединённое государство Йемен не присоединилось к западной коалиции, оно воздержалось от отправки войск на помощь Саддаму Хусейну, и в то же самое время изображало себя посредником и честным брокером в конфликте. Отношение Саны к Израилю было похожим. Окончание холодной войны и распад СССР привели к переоценке ценностей в Сане, которая выразилась в улучшении отношений с США и снижении враждебности в отношении Израиля.

### Годы гражданской войны
Весной 1958 года, спустя почти месяц после объединения с Сирией, президент Египта Гамаль Абдель Насер создал новый союз между Йеменом и Объединённой Арабской Республикой. В качестве жеста доброй воли и солидарности с ОАР партии «Баас» было разрешено открыть филиал в Сане. Египет и Сирия поддержали республиканские силы Йемена, и тем самым призвали Саляльский режим занять аналогичную региональную позицию в отношении оккупации Палестины. Визит Саляля в Дамаск в начале лета 1963 года широко освещался в арабской прессе, как знак единства и возрождения всех прогрессивных, антиимпериалистических сил. В 1964 году ЙАР присоединился к двенадцати арабским государствам на саммите в Каире, цель которого заключалась в планировании мер против Израиля за то, что он вышел к берегам реки Иордан. Во время гражданской войны между роялистами и республиканцами в Йемене Египет поддерживал республиканцев, в то время как Израиль, Иран и Саудовская Аравия поддерживали роялистов боевой техникой и тренировали их военных.

## Современные отношения
Генерал-майор Яхья Сари, представитель йеменских хуситов, заявил, что в 1996 году Йемен посетила делегация израильского Кнессета и провела переговоры с президентом страны Али Абдаллой Салехом. Темой переговоров стало предоставление йеменского гражданства 60 000 израильтянам йеменского происхождения.
В 2007 году советник министра иностранных дел Израиля Брюс Кашдан посетил Йемен с двухдневным визитом. Он встретился с представителями армии, спецслужб, родственниками президента Салеха. Кашдан посещал Йемен и в 2005 году. На переговорах речь шла о сотрудничестве в области безопасности в зоне Баб-эль-Мандебского пролива, а также в сферах сельского хозяйства, туризма, допуска израильских товаров на йеменских рынок и открытия воздушного пространства для гражданской авиации.